# جي. نورمان أندرسون
جي. نورمان أندرسون (بالإنجليزية: G. Norman Anderson)‏ هو دبلوماسي أمريكي، ولد في 26 مارس 1932.